# Emlen Roosevelt
William Emlen Roosevelt (* 30. April 1857 in New York City; † 15. März 1930) war ein US-amerikanischer Geschäftsmann, Bankier und Philanthrop. In diesem Zusammenhang baute er Eisenbahn-, Telegrafen- und Kabellinien.

## Werdegang
Roosevelt war Präsident der Familienbank Roosevelt & Son an der Wall Street. Darüber hinaus betätigte er sich in der Telekommunikationsbranche. In den 1880er Jahren gründete er die Mexican Telegraph Company und die Central and South American Telegraph Company. Später war er Direktor der International Telephone and Telegraph Company. Im Laufe der Jahre bekleidete er in einer Vielzahl von anderen Unternehmen auch leitende Positionen. Er war Secretary und Direktor bei der Broadway Improvement Company; Trustee bei der Union Trust Company, der New York Life and Trust Company, dem Institution for Savings of Merchants and Clerks; Direktor der Chemical National Bank (heute J.P. Morgan Chase & Co.), der Gallatin National Bank, der Astor National Bank, der National Starch Company, der Mix Telegraph Company und der Fidelity & Casualty Company of New York.
Ferner war er Mitglied des Metropolitan Museum of Art, des Century Clubs, des City Clubs, des Seawanhaka Corinthian Yacht Clubs und anderer Clubs sowie der Downtown Association und der Sons of the American Revolution. Roosevelt war auch Trustee und Secretary beim Roosevelt Hospital, Trustee der New York Eye and Ear Infirmary, Trustee und Treasurer bei der New York Dispensary sowie Treasurer beim Essex County Country Club. Er diente 16 Jahre lang als Offizier in der National Guard und trat dann im Januar 1898 aus. Zu jenem Zeitpunkt bekleidete er den Dienstgrad eines Majors und war Quartiermeister in der 1. Brigade.

## Familie
Am 4. Oktober 1883 heiratete Roosevelt Christine Griffin Kean, Tochter von Lucy Halsted und John Kean (* 27. März 1814; † 17. Januar 1895). Zu ihren Ahnen zählen: General Jacob Morris (* 28. Dezember 1755; † 10. Januar 1844); Lewis Morris (* 8. April 1726; † 22. Januar 1798), einer der Unterzeichner der Unabhängigkeitserklärung der Vereinigten Staaten; John Kean (* 1756; † 4. Mai 1795), Abgeordneter im  Kontinentalkongress, und Philip Livingston (* 9. Juli 1686; † 31. Dezember 1749), der zweite Lord von Livingston Manor.
Das Paar hatte fünf gemeinsame Kinder:
- Christine G. Roosevelt (* 3. August 1884)[15]
- George Emlen Roosevelt (* 13. Oktober 1887)
- Lucy Margaret Roosevelt (* 7. November 1888)[16]
- John Kean Roosevelt (* 22. September 1889)
- Philip James Roosevelt (* 15. Mai 1892)

## Trivia

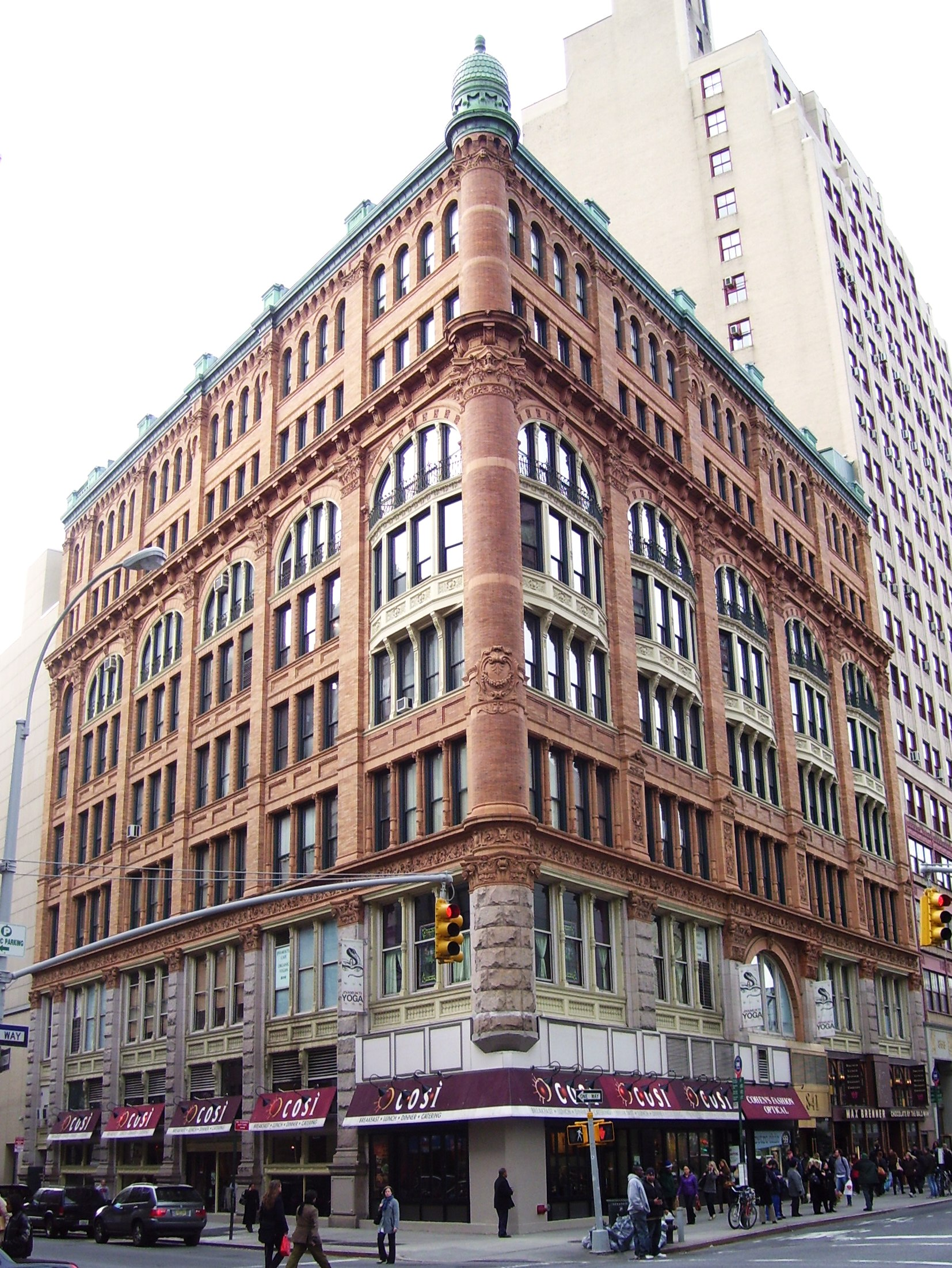
Roosevelt Building an der Ecke Broadway und 13th Street

Er war Miteigentümer des Roosevelt Building an der Ecke Broadway und 13th Street, welches nach seinem Großvater Cornelius Roosevelt (* 30. Januar 1794; † 17. Juli 1871) benannt wurde. Ferner gehörte ihm das James Alfred Roosevelt Estate in Cove Neck im Nassau County (New York).
Nach dem Tod seines Cousins Theodore erwarb er die Wälder um dessen Grabstätte auf dem Youngs Memorial Cemetery in Oyster Bay (New York) und stiftete dann diese der National Audubon Society, welche daraus ein Vogelschutzgebiet (The Theodore Roosevelt Sanctuary) erschuf.

## Werke
- Roosevelt VS. Newett - A Transcript of the Testimony taken and Depositions read at Marquett, Michigan[20]